# NGC 3119
NGC 3119 في الفهرس العام الجديد، هي مجرة، تقع في كوكبة الأسد. اكتشفت في 14 ديسمبر 1863 بواسطة ألبرت مارث.

## روابط خارجية
- NGC 3119 على موقع ويكي سكاي: DSS2, SDSS, GALEX, IRAS, Hydrogen α, X-Ray, Astrophoto, Sky Map, Articles and images